# ماريو مياتوفيتش
ماريو مياتوفيتش هو لاعب كرة قدم كرواتي في مركز الهجوم، ولد في 24 أكتوبر 1980 في Batina ‏ في كرواتيا. لعب مع لاسك لينتس ونادي أوسييك ونادي سلاغور ونادي سلافن بيلوبو ونادي كافالا ونادي كوكسي ونادي هوانغ آنه جيا لاي.

## وصلات خارجية
- ماريو مياتوفيتش على موقع اتحاد كرواتيا (الكرواتية)
- ماريو مياتوفيتش على موقع قاعدة بيانات كرة القدم.إي يو (الإنجليزية)
- ماريو مياتوفيتش على موقع Soccerway.com (الإنجليزية)
- ماريو مياتوفيتش على موقع عالم كرة القدم.نت (الإنجليزية)